# Ove Ansteinsson

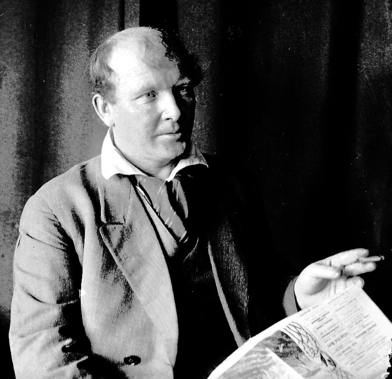
Ove Ansteinsson

Ove Ansteinsson, född Ove Arthur Ansteinsson 1884 i Risør, Norge, död 1942, var en norsk journalist och författare.

## Biografi
Ansteinsson debuterade som författare med boken Hedemarksfolk 1909, men redan 1901 fick han sina första noveller publicerade i Oplandenes Avis. Han var under en period ansvarig utgivare för tidningen Akershus. Bland övriga romaner kan nämnas: Ener Tuve (1910), Broder Nikolai og to andre (1911), Svartskogen (1913), Smaahistorier (1914), Plankegjærdet (1921) och Hu Dagmar (1925).
Filmen Spöket på Bragehus (1936) är baserad på hans pjäs Hansen (1928).